# Naturschutzgebiet Frehnershohl
Das Naturschutzgebiet Frehnershohl mit einer Größe von 2,63 ha liegt südwestlich von Brilon. Das Gebiet wurde 2008 mit dem Landschaftsplan Hoppecketal durch den Hochsauerlandkreis als Naturschutzgebiet (NSG) ausgewiesen.

## Gebietsbeschreibung
Beim NSG handelt es sich um einen Waldbereiche mit seinem artenreichen Biotopmosaik aus Quell- und Bachlebensräumen. Im Gebiet gibt es mehrere Sickerquellen. Teilweise gibt es bis zu 5 m tiefe Quellmulden in der Hangböschung. Entlang des Baches gibt es Roterlenauwald und Eschenauwald. Ferner wachsen in NSG auch Bergahorne, Rotbuchen und Rotfichten.
Es wurden durch das Landesamt für Natur, Umwelt und Verbraucherschutz Nordrhein-Westfalen Pflanzenarten wie Bachbunge, Bitteres Schaumkraut, Drachenwurz, Eichenfarn, Flutender Schwaden, Gegenblättriges Milzkraut, Großer Dornfarn, Hain-Gilbweiderich, Hain-Sternmiere, Heidelbeere, Kleiner Baldrian, Kleiner Dornfarn, Sumpfdotterblume, Sumpf-Labkraut, Waldgeißblatt, Wald-Schachtelhalm und Wechselblättriges Milzkraut nachgewiesen.

## Schutzzweck
Im NSG soll der Waldbereich mit seinem artenreichen Biotopmosaik aus Quell- und Bachlebensräumen mit seinem Arteninventar geschützt werden. Wie bei allen Naturschutzgebieten in Deutschland wurde in der Schutzausweisung darauf hingewiesen, dass das Gebiet „wegen der Seltenheit, besonderen Eigenart und Schönheit des Gebietes“ zum Naturschutzgebiet wurde. Der Landschaftsplan führt zum speziellen Schutzzweck auf: „Erhaltung und Optimierung eines artenreichen Biotopmosaiks aus Quell- und Bach-Lebensräumen in Verzahnung mit naturnahen Laubwaldgesellschaften; Schutz der besonderen Eigenart der morphologisch auffallenden Sickerquellmulden; Sicherung einer dem ökologischen Potenzial des Standorts angemessenen Bestockung des Gebietes mit seinem hohen Anteil an gesetzlich geschützten Biotopen.“